# Пышки (лесопарк)
Лесопарк «Пышки» — зелёный массив, расположенный в Гродно. Самый большой городской лесопарк Республики Беларусь.

## История
Деревня Пышки отмечена на плане города 1797 года. Она располагалась на берегу Немана, к югу от современного благоустроенного пляжа, находящегося в лесопарке.
Карта 1889 года показывает лесной массив, более-менее соответствующий очертаниями лесопарку Пышки. В это время деревня Пышки уже находилась на левом берегу Немана. Правобережные Пышки были переселены, что положило начало гродненскому району Переселка. На этой же карте отмечен фольварк Пышки, строения которого частично сохранились и расположены в одноимённом урочище (крупнейшее здание фольварка имеет адрес Урочище Пышки 11).
В конце XIX века на землях будущего лесопарка был построен земляной форт Гродненской крепости под номером I. В то время территория вокруг форта не была занята деревьями. На карте Белостокского воеводства, датированной 1929 годом, можно видеть изображение лесного массива, приблизительно соответствующего по размерам лесопарку.
На плане города 1937 года уже видна регулярная система дорог в лесном массиве, обозначенном как Pyszki Podmiejskie (Пышки Пригородные). Таким образом было благоустроенно место будущего лесопарка, однако планировка той поры почти не сохранилась.
В советское время на территории лесопарка создаётся тропа здоровья, благоустраивается пляж у Немана, появляются детские оздоровительные лагеря.
В период независимой Беларуси в Пышках продолжалось развитие инфраструктуры, в частности были созданы крытый ледовый каток, ресторанно-гостиничный комплекс, верёвочный парк и воркаут площадки. В лесопарке также устроенны велосипедные маршруты.

## География парка
Парк расположен вдоль высокого берега реки Неман. Рельеф холмистый. Зелёный массив имеет наибольшую площадь среди всех городских лесопарков Беларуси (более 900 га). На территории лесопарка находятся несколько искусственных водоёмов. На берегу Немана расположены песчаные пляжи.

## Флора и фауна
В лесопарке в основном произрастают хвойные породы деревьев (превалирует сосна обыкновенная), но имеются также лиственные. Согласно вышедшему в 1989 году энциклопедическому справочнику «Гродно» в тот период в Пышках обитали обыкновенная белка, европейский крот, заяц-русак, чёрный хорёк, ласка, лисица, ёж. Были известны заходы кабанов и косуль.

## Достопримечательности
| # | Изображение | Название                             | Описание                                                                                               | Геоданные                 |
| - | ----------- | ------------------------------------ | --- | ------------------------- |
| 1 |             | Синька                               | Искусственный водоём (затопленный карьер). Вода имеет необычный синий цвет, что и обусловило название. | 53°43’15.6"N 23°47’17.4"E |
| 2 |             | Зелёнка                              | Карьер с зелёной водой. Полностью засыпан к 2025 году.                                                 | 53°43’01.0"N 23°47’11.8"E |
| 3 |             | Валун «Геша»                         | Большой валун. По некоторым данным: один из самых высоких в Беларуси.                                  | 53°43’22.7"N 23°47’55.1"E |
| 4 |             | Лесное кладбище                      | Вероятно, кладбище деревни Пышки. Старейшие надгробия датированы XIX веком.                            | 53°40’55.8"N 23°46’32.9"E |
| 5 |             | I земляной форт Гродненской крепости | По некоторым данным, тут служил один из изобретателей телевидения В. К. Зворыкин.                      | 53°41’12.4"N 23°47’44.7"E |
| 6 |             | 13 форт Гродненской крепости         | Подорванный бетонный форт периода Первой мировой войны.                                                | 53°44’19.6"N 23°48’38.0"E |
| 7 |             | Меловые горы                         | В этом месте добывали строительные материалы ещё в середине XIX века.                                  | 53°42’09.9"N 23°46’41.8"E |